# Тираспольська Надія Львівна
Тираспольська (Фабер) Надія Львівна (нар. 9 травня 1872, Україна — †30 травня 1962) - російсько-радянська акторка, Заслужений діяч мистецтв РРФСР (1931).

## Біографія
9 травня 1867 року народилась у  Прилуках (Чернігівська область) у дворянській родині. Батько був хазяїном фотографічного павільйону. Дитячі роки пройшли в рідному місті. 
1878 року родина переїхала до Єлизаветграду (Кропивницький ), згодом - до Полтави. Навчалась у Полтавській восьмикласній гімназії, де брала участь у спектаклях аматорського драматичного гуртка.
1892 - успішно закінчила музично-драматичне училище Московського філармонічного товариства.  Учениця О. І. Сумбатова-Южина, актора, драматурга, театрального діяча.
1892 -  початок акторської діяльності: підписано контракт із Харківським товариством «Бородай» щодо роботи у провінційному театрі.

## Театральна діяльність
1895 – 1902 – робота в  Державному академічному Малому театрі Росії.
1902 - 1956 – виступала на сцені  Александринського театру. ЇЇ колегами «по цеху» були видатні актриси: Поліна Стрепетова, Глікерія Федотова, Віра Коміссаржевська.
Нелегкій праці актора Надія Тираспольська віддала 65 років життя.

### Ролі та вистави
- Джульєтта («Ромео і Джульєтта», Вільям Шекспір)
- Юдифь («Уріель Акоста» , Карл Гуцков)
- Маргарита Готьє («Дама з камеліями», Александр Дюма (син))
- Олена Карміна («Одруження  Белугіна»,  Олександр Островський)
- Варвара («Гроза», Олександр Островський)
- Раневська («Вишневий сад», Антон Чехов)
- Мурзавецька («Вовки й вівці», Олександр Островський)
- місіс Хігінс («Пігмаліон (п'єса)», Бернард Шоу)

### Смерть і поховання
Померла 30 травня 1962 року на 90-му році життя. Похована на Серафимівському кладовищі Санкт-Петербургу.

### Нагородження
- 1923 - грамота «Герой Праці»
- 1931 - присвоєно почесне звання «Заслужений діяч мистецтв РРФСР»

## Творчі напрацювання
Авторка театральних мемуарів, драматичних творів, спогадів, автобіографій.
- Тираспольская Н.Л., Из прошлого русской сцены. 1950, изд-во: Редиздатотдел. Всероссийское театральное общество., город: М., стр.:166с.
- Тираспольская Н. Л., Жизнь актрисы. Воспоминания». 1962, изд-во:Искусство., город: М., стр.:283 с.
- Тираспольская Надежда Львовна. Среди живых: Драма в 4 д. // Тираспольская Н.Л. Среди живых: Драма в 4 д. – СПб.: Тип. Ю.Мансфельд, 1905.